# Выкуп (фильм, 1986)
«Выкуп» — советский художественный фильм 1986 года режиссёра Александра Гордона.
В кинопрокате 1987 года фильм посмотрели 19,3 млн. зрителей, фильм вошёл в десятку лидеров проката, заняв шестое место.

## Сюжет
В горах одной из западных стран группа террористов блокировала горный отель и расположенный рядом детский санаторий. Они угрожают направленным взрывом вызвать сход лавины на эти здания в случае невыполнения государством их условий. В числе заложников два советских шофёра международных грузовых перевозок из организации «Совтрансавто» и их коллеги-иностранцы из социалистического лагеря, один из которых — старый друг одного из советских водителей. Среди многочисленных гостей из разных стран присутствует и неизвестный информатор гангстеров, координирующий их действия. Но друзья-дальнобойщики, рискуя собой, разоблачают информатора и принимают решение спасти людей, спустив их на своих автопоездах по склону горы, до начала схода лавины.

## В ролях
- Борис Щербаков — Анатолий, шофёр-дальнобойщик
- Эммануил Виторган — бывший инспектор полиции Маретта
- Ирина Метлицкая — Мари, пособница террористов
- Сергей Приселков — Иван, шофёр-дальнобойщик
- Олег Голубицкий — доктор Андерсен
- Алексей Иващенко — Карел
- Георгий Мартиросян — Йозеф
- Омар Волмер — Клаус, хозяин гостиницы
- Роза Макагонова — дама в коляске
- Лариса Кронберг — фрау Эльза
- Вадим Вильский — Карл Дейниц, постоялец гостиницы
- Екатерина Тарковская — Катрин
- Наталия Орлова — фрау Хайнике
- Александр Мовчан — Дрейер, комиссар полиции
- Алексей Золотницкий — Бертран, помощник комиссара полиции
- Вероника Изотова — Дженни, любовница сенатора
- Борис Химичев — сенатор Джордж Стентон
- Александр Яцко — лыжник-террорист
- Леонид Торкиани — Антуан
- Игорь Боховко — панк Муссолини